# Хомертон-колледж (Кембридж)
Хомертон-колледж (англ. Homerton College) — один из 31 колледжей Кембриджского университета в Великобритании. Основан в 1976 году.

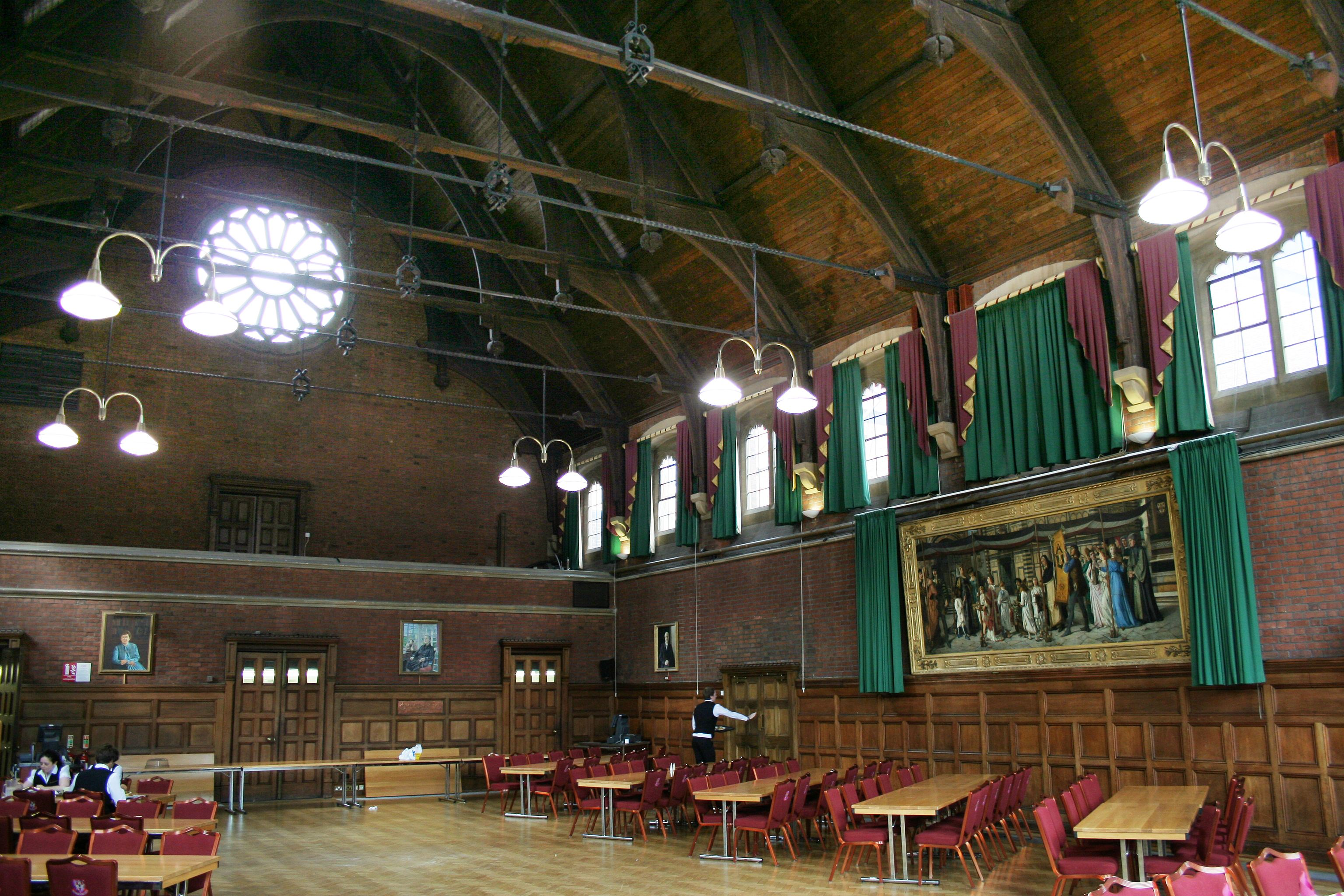
Картина Джейн Хэй Сожжение тщеславия (справа) в столовой Хомертон-колледжа

## Интересные факты
В Хомертон-колледже обучаются больше студентов, чем в любом другом колледже Кембриджского и Оксфордского университетов.